# Студёновка (Лискинский район)
Студёновка — хутор в Лискинском районе Воронежской области.
Входит в состав Старохворостанского сельского поселения.
Численность населения на 1 января 2011 года — 89 человек.

## География
Расстояние до центра сельского поселения — 5 км.